# Jebel Siroua
Jebel Siroua är ett berg i Marocko.   Det ligger i regionen Souss-Massa, i den centrala delen av landet, 400 km söder om huvudstaden Rabat. Toppen på Jebel Siroua är 3 194 meter över havet.